# 凯万·贝克
凯万·贝克（英語：Kevan Baker，1959年7月15日—），英国男子田径运动员。他曾代表英国参加1984年、1988年、1992年和1996年夏季残疾人奥林匹克运动会田径比赛，获得二枚铜牌。